# Lingonharufjärden
Lingonharufjärden är en fjärd i Finland.   Den ligger i landskapet Nyland, i den södra delen av landet, 80 km väster om huvudstaden Helsingfors.